# Don Budge
Don Budge (Oakland, 13 juni 1915 – Scranton, 26 januari 2000) was een Amerikaans tennisser. Hij werd bekend door als eerste speler van de tennishistorie in 1938 de zogeheten grand slam te winnen, door alle vier grandslamtoernooien in een jaar te winnen.
In 1964 werd hij toegevoegd aan de International Tennis Hall of Fame.
In december 1999 raakte hij betrokken bij een auto-ongeluk, waarbij hij zwaargewond raakte aan zijn been. Kort daarna overleed hij aan een hartstilstand in een verpleegtehuis in Scranton.

## Grandslamtitels in het enkelspel (6)
| Jaar | Toernooi                        | Tegenstander in de finale | Score in de finale      |
| ---- | ------------------------------- | ------------------------- | ----------------------- |
| 1937 | Wimbledon                       | Gottfried von Cramm       | 6-3, 6-4, 6-2           |
| 1937 | US tenniskampioenschap          | Gottfried von Cramm       | 6-1, 7-9, 6-1, 3-6, 6-1 |
| 1938 | Australisch tenniskampioenschap | John Bromwich             | 6-4, 6-2, 6-1           |
| 1938 | Roland Garros                   | Roderik Menzel            | 6-3, 6-2, 6-4           |
| 1938 | Wimbledon (2)                   | Bunny Austin              | 6-1, 6-0, 6-3           |
| 1938 | US tenniskampioenschap (2)      | Gene Mako                 | 6-3, 6-8, 6-2, 6-1      |

## Resultaten grandslamtoernooien
| Legenda | Legenda                          |
| ------- | -------------------------------- |
| g.t.    | geen toernooi gehouden           |
| l.c.    | lagere categorie                 |
| –       | niet deelgenomen                 |
| G       | uitgeschakeld in de groepsfase   |
| 1R      | uitgeschakeld in de eerste ronde |
| 2R      | uitgeschakeld in de tweede ronde |
| 3R      | uitgeschakeld in de derde ronde  |
| 4R      | uitgeschakeld in de vierde ronde |
| KF      | uitgeschakeld in de kwartfinale  |
| HF      | uitgeschakeld in de halve finale |
| F       | de finale verloren               |
| W       | het toernooi gewonnen            |
| w-v     | winst/verlies-balans             |

De onderstaande tabellen zijn volledig. In 1939 stapte Budge over naar het profcircuit.

### Enkelspel
| Toernooi        | 1934 | 1935 | 1936 | 1937 | 1938 |
| --------------- | ---- | ---- | ---- | ---- | ---- |
| Australian Open | –    | –    | –    | –    | W    |
| Roland Garros   | –    | –    | –    | –    | W    |
| Wimbledon       | –    | HF   | HF   | W    | W    |
| US Open         | 4R   | KF   | F    | W    | W    |

### Mannendubbelspel
| Toernooi        | 1935 | 1936 | 1937 | 1938 |
| --------------- | ---- | ---- | ---- | ---- |
| Australian Open | –    | –    | –    | HF   |
| Roland Garros   | –    | –    | –    | F    |
| Wimbledon       | –    | –    | W    | W    |
| US Open         | F    | W    | F    | W    |